# Одбор за стандардизацију српског језика
Одбор за стандардизацију српског језика је стручно тело које за циљ има очување и његовање српског језика. Оснивачи Одбора су Српска академија наука и уметности, Црногорска академија наука и умјетности, Академија наука и умјетности Републике Српске, Матица српска, Институт за српски језик у Београду, филолошки факултети у Београду и Приштини и филозофски факултети у Новом Саду, Никшићу, Нишу, Источном Сарајеву и Бањој Луци, као и Универзитет у Крагујевцу и Српска књижевна задруга. Одбор за стандардизацију је настао закључивањем споразума 12. децембра 1997. године. Административне послове Одбора обавља Институт за српски језик, док резултате рада објављује Матица српска или Институт на својим јавним гласилима или засебним публикацијама. Први председник Одбора био је Павле Ивић, који је на тој функцији био до своје смрти (1999). Председници након П. Ивића били су: Милка Ивић (1999—2001), Иван Клајн (2001—2017), Срето Танасић (2017—данас).

## Циљеви Споразума о оснивању Одбора
Циљеви Споразума о оснивању Одбора за стандардизацију српског језика (1997) су:
- обједињавање људи од науке и струке као и њихових институција на цјелокупном говорном простору српског језика како би програми истраживања стандарднојезичке и комуникацијске проблематике били што плодотворнији;
- систематско нормирање српског језика, с екавским и ијекавским изговором, свеобухватно и у појединостима, и израда одговарајућих докумената и приручника, као и доношење аката који би обезбјеђивали проходност мјеродавних иновација у нормативистици и језичкој пракси;
- доприношење међународној сарадњи домаћих институција и стручних појединаца са странима и уклапању српског језика и србистике у међународне пројекте и стандарде, терминолошке, комуникацијске и информатичке, а, када је неопходно, и оглашавање у међународним форумима, агенцијама и институцијама;
- унапређивање сарадње с државним органима како би србистика, и материјално, и кадровски, и програмски, могла јачати и оспособљавати се за адекватно реаговање на нове изазове, процесе и програме који се, и зависно од технолошких (р)еволуција и независно од њих, намећу или се могу наметати на домаћој и међународној сцени.

### Потписници споразума о оснивању
Споразум је потписан 12. децембра 1997. године у сједишту САНУ у Београду. Потписници споразума су:
- академик Александар Деспић, предсједник САНУ;
- академик Драгутин П. Вукотић, предсједник ЦАНУ;
- академик Петар Мандић, предсједник АНУРС;
- проф. др Божидар Ковачек, потпредсједник Матице српске;
- проф. др Слободан Реметић, директор Института за српски језик;
- проф. др Слободан Грубачић, декан Филилошког факултета у Београду;
- проф. др Томислав Бекић, декан Филозофског факултета у Новом Саду;
- проф. др Бранислав Остојић, представник Филозофског факултета у Никшићу;
- проф. др Маринко Божовић, декан Филилошког факултета у Приштини;
- проф. др Веселин Илић, декан Филозофског факултета у Нишу;
- проф. др Гојко Бабић, декан Филозофског факултета у Источном Сарајеву;
- проф. др Милан Драгичевић, продекан Филозофског факултета у Бањој Луци;
- проф. др Слободан Танасијевић, проректор Универзитета у Крагујевцу;
- проф. др Новица Петковић, предсједник Управног одбора Српске књижевне задруге.

## Рад Одбора
САНУ, Институт за српски језик САНУ, Матица српска, факултети у Београду и Новом Саду имају по два члана у Одбору, а остали по једног. По правилу, Одбор се састаје најмање једном годишње, када анализира планове и извештаје. Свака институција-оснивач именује свог члана (одн. чланове) на захтев Одбора, а она га може и разрешити. Осим што се рад Одбора одвија у пленуму, постоје и комисије сачињене од стручњака за одређене језичке области (они нису сви чланови Одбора).

## Комисије
Одбор за стандардизацију има девет комисија и свака има свог председника, секретара и заменика председника:
1. Комисија за фонологију (председник проф. др Јелица Јокановић Михајлов)
2. Комисија за морфологију и творбу речи (председник проф. др Живојин Станојчић)
3. Комисија за синтаксу (председник проф. др Миливој Алановић)
4. Комисија за лексикологију и лексикографију (председник др Рада Стијовић)
5. Комисија за праћење и проучавање правописне проблематике (председник проф. др Мато Пижурица)
6. Комисија за историју језичког стандарда (председник проф. др Слободан Реметић)
7. Комисија за односе са јавношћу и решавање неодложних питања, тзв. Мали одбор (председник проф. др Срето Танасић)
8. Комисија за стандардни језик у школству, администрацији, издаваштву и јавним гласилима (председник проф. др Вељко Брборић)
9. Комисија за корпус (председник проф. др Душко Витас)

Након што чланови комисија расправе о неком питању, они сачињавају нацрте одлука, које потом предају Малом одбору на разматрање. Када Мали одбор усвоји (а затим и огласи) одлуку, она постаје пуноважна.